# GT Bicycles
GT Bicycles GT es una división de un conglomerado canadiense, diseña y fabrica bicicletas BMX, de montaña y de carretera.  Dorel Industries, que también comercializa las marcas de bicicletas Cannondale, Schwinn, Mongoose (empresa), IronHorse, DYNO y RoadMaster; todos fabricados en Asia.
GT fue fundada en 1979 por Gary Turner y Richard Long en Santa Ana, California, y se destacó en sus inicios por encabezar la prominencia de las bicicletas BMX, luego por desarrollar una gama de bicicletas alrededor de su diseño de "triple triángulo", y en el final de su historia independiente, ganando una comisión para fabricar una "Superbike" de fibra de carbono de $ 30 000 para los juegos de verano de 1996. GT patrocinó a numerosos equipos e individuos de carreras, incluidos los destacados ciclistas Rebecca Twigg y Juli Furtado. En 1998, la empresa se hizo pública y posteriormente se fusionó con Questor Partners, entonces propietario de Schwinn.
El conglomerado quebró en 2001 y fue adquirido por Pacific Cycle, que a su vez fue adquirida por Dorel Industries en 2004. GT se destaca por los diseños innovadores de BMX y su diseño de cuadro de bicicleta de montaña de cola rígida de "triple triángulo", donde los tirantes de los asientos son paralelos al tubo inferior y están unidos al tubo superior delante del tubo del sillín, en lugar de directamente al tubo del sillín. La compañía a menudo usa un diseño de cuadro en el que el tubo superior de la bicicleta se extiende hacia atrás más allá del tubo del asiento, lo que se dice que reduce la vibración transferida al asiento desde la rueda trasera. Las versiones posteriores tendrían estampado "GT" en el extremo del tubo superior extendido.

## Historia

### 1972-1979
Las bicicletas GT comenzaron en 1972 cuando el corredor de carreras profesional y soldador experimentado Gary Turner hace un cuadro para su hijo Craig Turner en su garaje de Fullerton, California, para correr en la pista de BMX. La mayoría de los cuadros utilizados durante este período fueron mantarrayas Schwinn modificadas que eran pesadas y se rompían fácilmente bajo el estrés de las carreras de BMX y los saltos. Gary Turner fabricó sus cuadros con tubería de cromo-molibdeno 4130, la misma tubería que se usa en la construcción de chasis para dragsters, que es más resistente y liviano que el acero al carbono normal. La bicicleta de Craig se nota en la pista de BMX y Gary comienza a hacer cuadros para otros niños. Anuncio de la revista Pedals Ready GT de 1976 1977 Gary Turner BMX En 1976, Gary Turner comienza a producir cuadros para Pedals Ready, una tienda profesional en la pista de BMX Western Sports-A-Rama en el condado de Orange, California, denominada y comercializada como Pedals Ready / GT. Estos son los primeros cuadros producidos comercialmente por Gary Turner y uno de los primeros ciclistas patrocinados en usarlos fue Greg A. Hill, cuyo padre era dueño de la tienda de bicicletas Pedals Ready. Richard Long, consciente de la popularidad de los cuadros de BMX de Gary Turner, se pone en contacto con Turner en 1977 sobre el suministro de su tienda de bicicletas en Anaheim, California. Turner está de acuerdo y nace la base de GT Bicycles. Estos primeros cuadros aún no eran de la marca GT, sino que simplemente se llamaban "Gary Turner" como se ve en las pegatinas del cuadro. Las cosas sucedieron rápido y pronto Richard y Gary invirtieron en un almacén de fabricación dedicado a fabricar cuadros de BMX Cro-moly de alta calidad en Santa Ana, California. En 1979 se incorporaron a GT Bicycles, Inc. GT representa las iniciales de su fundador, Gary Turner. Richard vendió su tienda de bicicletas y comenzó a vender cuadros lo más rápido posible a distribuidores de bicicletas en Estados Unidos y Europa. Richard dirigió los aspectos comerciales y de marketing de la empresa, mientras que Gary fue el ingeniero y jefe de producción.

### GT Bicycles Inc
En 1980 GT Bicycles Inc. lanza su primera bicicleta, la “GT Pro” y comienza a patrocinar a corredores de BMX como Lee Medlin y Denny Davidow. El primer anuncio de revista de GT aparece en Bicycle Motocross Action (BMX Action) en la edición de enero de 1980. Para la temporada 1981 GT lanza cinco modelos: Junior, Expert, 24, 26 y Pro. Los modelos permanecen así hasta 1984 cuando presentan su primera bicicleta de estilo libre, la Performer.
En 1983, GT contrata a los ciclistas de BMX de estilo libre Bob Morales y Eddie Fiola para diseñar y eventualmente montar una nueva bicicleta de estilo libre, la Performer. En ese momento, la Performer era la única otra bicicleta de estilo libre dedicada además de la Haro Freestyler. El exclusivo tubo inclinado hacia abajo fue reconocible al instante y un cambio de juego de diseño y marketing que se convirtió en un aspecto característico de GT. Bob Morales finalmente dejó GT para enfocarse en su propia compañía DYNO Designs, mientras que Eddie Fiola se convirtió posiblemente en la personalidad de BMX más famosa y popular de la década de 1980 hasta que su contrato no fue renovado en 1987.
En 1985 GT compró la empresa de accesorios y ropa BMX Dyno. Bob Morales dijo: "GT Bicycles hizo una oferta para comprar Dyno. Acepté su oferta porque Dyno estaba muy subcapitalizado y necesitaba una inversión. Negocié un contrato con GT para diseñar cuadros y componentes de bicicletas y consultar sobre una estrategia de marketing para ellos." Morales desarrolló una línea de cuadros y bicicletas Dyno para GT. Dyno también produjo una línea de ropa y zapatos bajo la marca Dyno. 
En 1985 también vio a GT producir su primera bicicleta de montaña para el deporte y el mercado emergentes. Robinson Racing fue adquirida por GT Bicycles en 1987 al fundador Chuck Robinson debido a problemas financieros con la empresa. Chuck se puso a trabajar para GT y promovió para ellos, además de dirigir las ventas de Sudamérica porque hablaba español y otros idiomas. Robinson Racing se fundó a finales de la década de 1970 después de que Chuck trabajara para DG BMX y Webco Bikes Inc. 
En 1989 GT Bicycles adquiere Auburn Cycles, otra empresa que Bob Morales inició junto con Todd Huffman solo un año antes. Originalmente, Auburn iba a ser Honda Cycles pero Honda Motor corp. se retiró en el último minuto negándose a autorizar el nombre. Bob y Todd continuaron con el proyecto y a Huffman se le ocurrió el nombre de Auburn y Bob diseñó el logo original. Cuando Auburn se fusionó con GT, GT contrató a Huffman para administrar la marca además de su título de Director de marketing. GT produjo cuadros y bicicletas Auburn hasta 1997. También en 1989 GT adquirió Powerlite. Powerlite fue fundada en 1977 por Steve Rink en el condado de Orange, California, como un cuadro para el taller de bicicletas Peddlepower llamado Peddlepower SR. A principios de 1979 esto cambiaría y las calcomanías leerían Powerlite. El nombre de la empresa resucitó como independiente en 2002 como Powerlite Bicycles USA, que produce bicicletas y accesorios de carreras BMX.